# هارولد شيب
هارولد شيب هو شخصية أعمال كندي، ولد في 21 يناير 1926 في إيست يورك ‏ في كندا، وتوفي في 7 سبتمبر 2014 في ميسيساغا في كندا.